# Edwin Edwards
Washington Edwin Edwards (Marksville, 7 de agosto de 1927 — 12 de julho de 2021) foi um político americano que serviu como governador da Luisiana por três mandatos: 1972 a 1980, 1984 a 1988 e 1992 a 1996. Em 2001, Edwin foi condenado a dez anos de prisão sob acusação de corrupção, cuja sentença acabou em 2011.

## Morte
Edwards morreu em 12 de julho de 2021, aos 93 anos de idade, por problemas respiratórios.